# ASA (tworzywo sztuczne)
ASA – kopolimer (terpolimer) akrylonitrylu, styrenu i akrylanów zbliżony do ABS. Jest odporny na degradację utleniającą i promieniowanie nadfioletowe. Wykorzystywany m.in. w budownictwie i motoryzacji.